# Sorex longirostris
Sorex longirostris là một loài động vật có vú trong họ Chuột chù, bộ Soricomorpha. Loài này được Bachman mô tả năm 1837.